# Élie Delcros
Pour les articles homonymes, voir Delcros.
Élie Delcros,  né le 9 avril 1844 ou le 19 avril 1847 à Perpignan (Pyrénées-Orientales) et mort le 26 octobre 1904 à Perpignan, est un homme politique français.

## Biographie
Avocat, juge au tribunal supérieur d'Andorre, maire de Perpignan de 1890 à 1892. Il est sénateur des Pyrénées-Orientales, inscrit au groupe de la Gauche démocratique, de 1897 à 1904. Il est rapporteur de la loi de 1902 sur le service militaire de deux ans. En 1904, quelques mois avant sa mort, il est élu conseiller général du canton de Latour-de-France.

## Sources
- Denis Corratger, « Delcros (Élie, Étienne, Charles) », dans Nouveau Dictionnaire de biographies roussillonnaises 1789-2011, vol. 1 Pouvoirs et société, t. 1 (A-L), Perpignan, Publications de l'olivier, 2011, 699 p. (ISBN 9782908866414)
- « Élie Delcros », dans le Dictionnaire des parlementaires français (1889-1940), sous la direction de Jean Jolly, PUF, 1960 [détail de l’édition]